# Национальный орден Мадагаскара
Национальный орден Мадагаскара (фр. Ordre national de Madagascar) — высшая государственная награда Мадагаскара.

## История
Национальный орден был учреждён 14 октября 1958 года после провозглашения Автономной Малагасийской Республики под протекторатом Франции. Орден был создан по примеру ордена Почётного легиона, имел пять классов. Гроссмейстером ордена является глава государства. Орден вручался за выдающиеся заслуги перед государством как гражданам страны, так и иностранцам. 
26 июня 1960 года было объявлено о создании независимого государства – Малагасийской Республики. Орден был сохранён как высшая государственная награда.
В 1975 году, со сменой политического руководства страны, название государства было изменено на Демократическую Республику Мадагаскар. В оформление знаков ордена были внесены изменения в соответствии с новой государственной символикой и названием.
В 1993 году государство опять получило новое название – Республика Мадагаскар. С введением нового герба были внесены изменения в знаки ордена.
27 июля 1996 года на основании декрета № 96-450 в орденский статут были внесены изменения: класс Большого креста был разделён на Большой крест 1 класса и Большой крест 2 класса. 11 декабря 1998 года декретом № 98-1047 был добавлен класс Большой ленты.

## Степени
Орден делится на пять классов, в свою очередь высшая степень ордена разделена на три подкласса.
- Кавалер Большой ленты
- Кавалер Большого креста 1 класса
- Кавалер Большого креста 2 класса
- Гранд-офицер
- Командор
- Офицер
- Кавалер

Орденские планки
|                       |                                  |                                  |              |          |        |         |
| Кавалер Большой ленты | Кавалер Большого креста 1 класса | Кавалер Большого креста 2 класса | Гранд-офицер | Командор | Офицер | Кавалер |

## Описание
Известны три типа знаков по изменению названия государства и государственного герба. Все надписи выполнены на малагасийском языке.

### Тип 1 (1958-1975)

Эмблема Малагасийской Республики

Знак ордена – золотой пятиконечный крест, раздвоенные перекладины которого состоят из пяти лучиков, формируемых «ласточкин хвост», и центральный прямоугольный лучик покрыт эмалью белого цвета. В центре креста золотой круглый медальон с каймой красной эмали. В медальоне рельефное изображение эмблемы Малагасийской Республики. На кайме золотыми буквами надпись: «REPOBLIKA MALAGASY».
Реверс знака матированный. В центральном медальоне по окружности надпись: «FAHAFAHANA TANINDRAZANA FANDROSOANA», в центре в три строки дата: «14 OCTOBRE 1958».
Знак при помощи кольца крепится к орденской ленте.
Звезда ордена по форме аналогична знаку, но без эмали на лучах, и с штралами между лучей в виде уменьшенных перекладин креста знака. Кайма медальона несёт на себе помимо название государства вверху, внизу – девиз.
Орденская лента цветов государственного флага: пяти равных цветных полос – зелёного, красного, белого, красного, зелёного.

### Тип 2 (1975-1992)

Эмблема Демократической Республики Мадагаскар

Отличие от предыдущего типа: название на кайме: «REPOBLIKA DEMOKRATIKA MALAGASY», в центральном медальоне эмблема соответствующего периода.
Реверс в центральном медальоне нёс надпись: «TANINDRAZANA TOLOM-PIAVOTANA FAHAFANA» и дату «31 DÉCEMBRE 1975».
Знак при помощи кольца крепится к орденской ленте.
Звезда ордена по форме аналогична знаку, но без эмали на лучах, и с штралами между лучей в виде уменьшенных перекладин креста знака. Кайма медальона несёт на себе помимо название государства вверху, внизу – девиз.
Орденская лента цветов государственного флага: пяти равных цветных полос – зелёного, красного, белого, красного, зелёного.

### Тип 3 (с 1992 года)

Эмблема Республики Мадагаскар

Форма знака сохранена от предыдущих типов. Центральный медальон без каймы несёт на себе современную эмблему Мадагаскара. Вверху эмблемы название государства: «REPOBLIKAN'I MADAGASIKARA».
На реверсе начертан девиз государства: «TANINDRAZANA FAHAFAHANA FANDROSOANA».
Знак при помощи кольца крепится к орденской ленте.
Звезда ордена по форме аналогична знаку, но без эмали на лучах, и с штралами между лучей в виде уменьшенных перекладин креста знака. Кайма медальона несёт на себе помимо название государства вверху, внизу – девиз.
Орденская лента цветов государственного флага: пяти равных цветных полос – зелёного, красного, белого, красного, зелёного.